# 汾阳教会医院旧址
汾阳医院U字楼，位于中华人民共和国山西省吕梁市汾阳市城内，是山西省文物保护单位之一。

## 历史
在庚子年（1900年）义和团事件中，山西省的美国公理会差会遭受重创，传教士几乎全部被杀。1902年，山西公理会唯一幸存的传教士文阿德医生返回太谷，办理教案。他将十几万两赔偿银全部用于整修教会楼房，建设医院、学校和图书馆等地方事业。他将戒烟所扩展为宏济施医院，设置病房。1907年，美国公理会差会派遣裴万铎牧师（Watts Orson Pye；1878－1926）到汾阳，原计划准备结束差会在汾阳的事务，但是裴万铎被文阿德医生（Irenaeus J. Atwood；1849－1913）所作的牺牲所感动，决定留在汾阳。他用庚子赔款，建成设有钟楼的祷告堂、汾阳医院和汾阳铭义中学、图书馆等，形成集中连片的欧式建筑群，几乎占椐全城四分之一的面积。
1909年，万德生夫妇来到汾州]，任汾州医院院长，1910年，在西门内翠花宫增设住院病房（今汾阳实验小学分校）。1914年，万德生与山西政府达成协议，得到二府街汾州府同知衙门旧址，已沦为垃圾场的地皮，于1916年开始动工，到1924年建成中西合璧风格的汾阳医院U字楼。[2]造价10万美元。为了美观，院内种植许多花木，例如连翘，紫丁香，百合，玫瑰，鸢尾和牡丹。该建筑沿用至今。
在汾阳，万德生用16年的时间，致力于调查、检查和预防鼠疫，并敦促建立一个预防中心。

## 保护
1993年12月，汾阳医院U字楼列为汾阳市文物保护单位，是一座近现代重要史迹及代表性建筑。
2021年8月4日，汾阳教会医院旧址公布为山西省文物保护单位。2021年11月，汾阳市连降大雨，汾阳市人民检察院牵头开展“文物保护”专项行动，保护该市新增的12处第六批省级文物保护单位，包括岅峪东岳庙、东石龙天庙、后沟玲珑塔、刘家堡关帝庙旧址等，了解发现存在安全隐患情况，启动行政公益诉讼诉前程序，推进文物保护工作。